# Tierzo
Tierzo è un comune spagnolo di 38 abitanti situato nella comunità autonoma di Castiglia-La Mancia.